# Fat Time
Fat Time è un album live di Miles Davis uscito nel 1981 per l'etichetta discografica Jazz Door.

## Tracce
1. Back Seat Becky - 20:16
2. Ursula - 2:00
3. My Man's Gone Now - 15:44
4. Aida - 12:07
5. Fat Time - 12:49
6. Jean - Pierre - 10:59

## Formazione
1. Miles Davis - tromba
2. Bill Evans - sassofono
3. Mike Stern - chitarra elettrica
4. Marcus Miller - basso
5. Mino Cinelu - percussioni
6. Al Foster - batteria